# Marian Konarski
Marian Konarski (ur. 8 grudnia 1909 w Chrzanowie, zm. 30 października 1998 w Krakowie) – polski malarz, rzeźbiarz, poeta, teoretyk sztuki.

## Życiorys
W 1920 roku przeniósł się do Krakowa, gdzie ukończył IV Gimnazjum im. Henryka Sienkiewicza. Rozpoczął studia w 1928 roku na Akademii Sztuk Pięknych w Krakowie. Studiował u Władysława Jarockiego rysunek ogólny, u Ignacego Pieńkowskiego rysunek wieczorowy i akt, oraz u Xawerego Dunikowskiego rzeźbę.
Z powodu udziału w ruchu Rogatego Serca Stanisława Szukalskiego został relegowany z uczelni w 1929 roku. Swoją edukację artystyczną kontynuował w ramach tego ruchu. Kształcił się pod kierunkiem Stanisława Szukalskiego i został szczepowym tej grupy. Przybrał pseudonim artystyczny „Marzyn”. Organizował wystawy członków Szczepu i redagował ich pismo „Krak”.
W roku 1928 zadebiutował jako poeta w krakowskim „Ilustrowanym Kurierze Codziennym” i wydał drukiem poemat „Naprzeciw radości”. W 1938 roku osiadł na stałe w Krzeszowicach koło Krakowa. W roku 1939 otrzymał stypendium Państwowego Funduszu Kultury Narodowej i wyjechał do Włoch i Austrii na 2 miesiące.
W czasie II wojny światowej działał w ZWZ i AK. Nosił pseudonim „Szerszeń”. Pracował w komórce legalizacyjnej fałszującej dokumenty dla członków ruchu oporu. W swojej pracowni malarsko-lakierniczej zatrudniał też uczniów – członków organizacji konspiracyjnych, chroniąc ich w ten sposób przed okupantem. W okresie okupacji rozpoczął w celach zarobkowych malowanie polichromii w kościołach w Krakowie i na Śląsku. W sumie namalował ich ponad 100.
Od 1948 roku należał do Związku Polskich Artystów Plastyków. W 1960 roku otrzymał dyplom ukończenia Krakowskiej Akademii Sztuk Pięknych. Zorganizował ognisko malarskie dla dzieci w Domu Kultury w Chrzanowie. Prowadził grupę artystyczną Rodzimej Twórczości GART w Krakowie, Założył Grupę Plastyczną „Zdrój” w Krzeszowicach.
Był członkiem ZSL, ZBoWiD, wiceprezesem Stowarzyszenia Miłośników Ziemi Krzeszowickiej. Przez cały czas piastował też godność szczepowego grupy artystycznej „Rogate Serce”.
Zmarł na krótko przed swoimi 90. urodzinami. Pochowany został na cmentarzu w Krzeszowicach.

## Twórczość

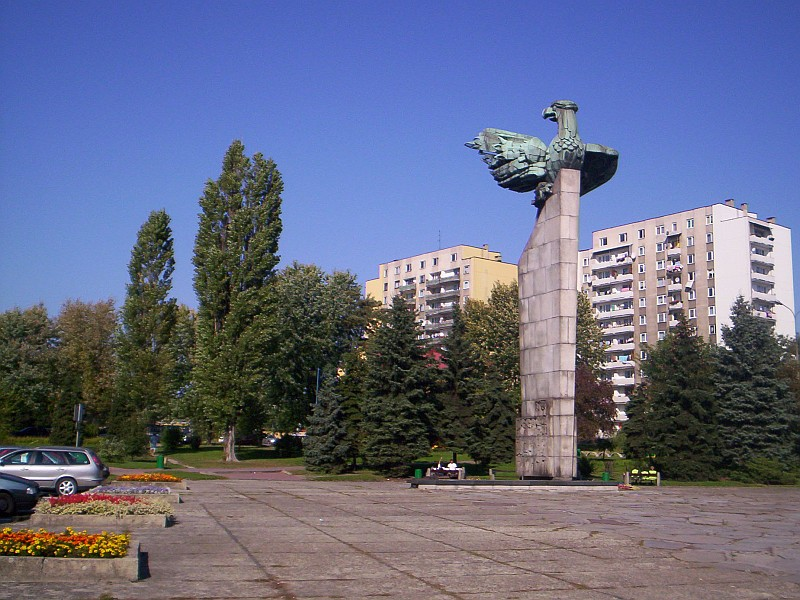
Pomnik Zwycięstwa i Wolności w Chrzanowie projektu M. Konarskiego

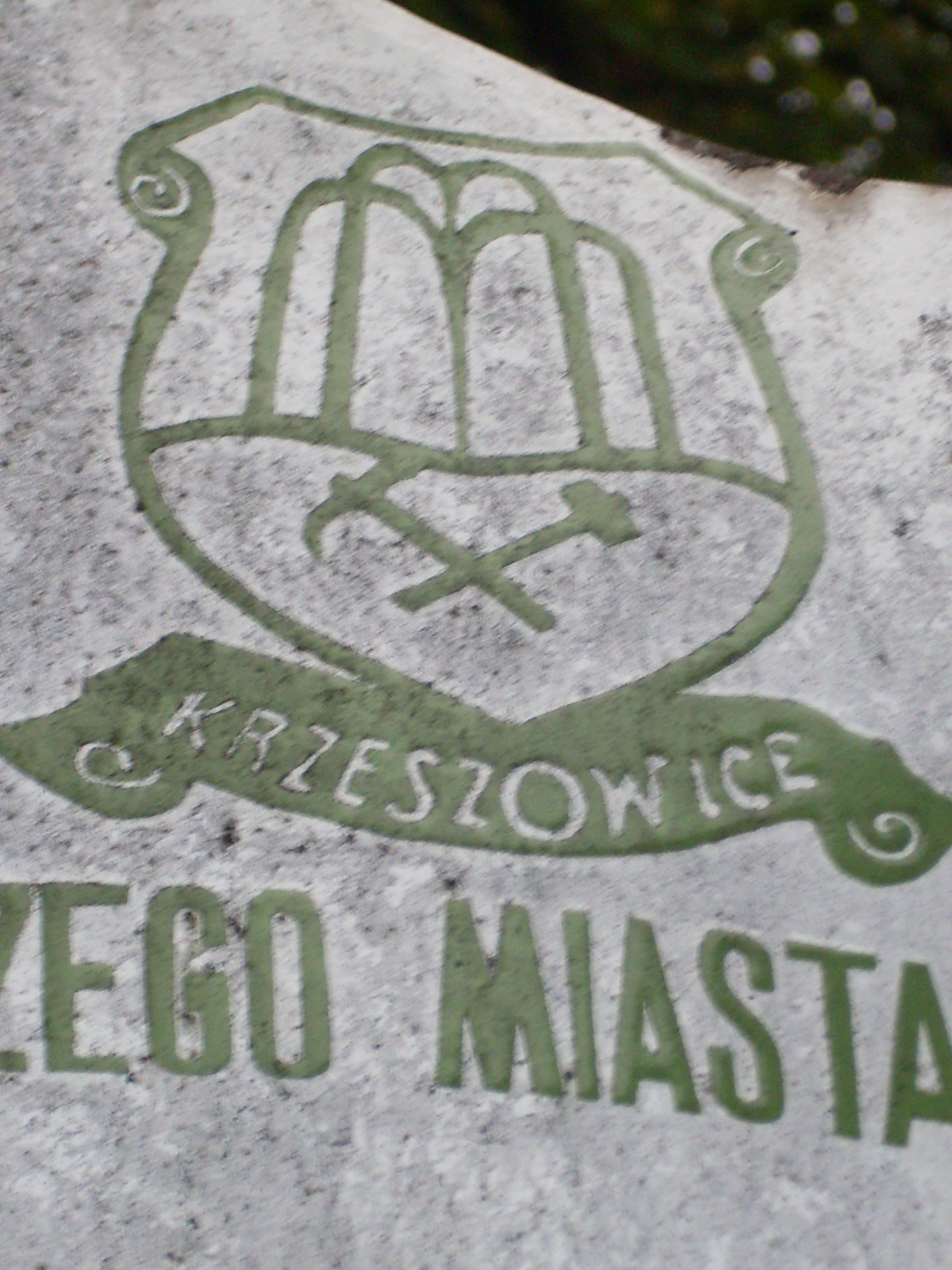
Dawny herb Krzeszowic autorstwa M. Konarskiego z ok. 1960 roku

Tworzył w dziedzinie rysunku, malarstwa sztalugowego, malarstwa ściennego i rzeźby. Wystawiał od 1930 roku. Brał udział w wystawach zbiorowych „Szczepu Rogate Serce”. Wystawiał indywidualnie w okresie międzywojennym. Prace Mariana Konarskiego znajdują się w zbiorach Muzeum Narodowego w Warszawie i Wrocławiu, Muzeum Okręgowego w Toruniu, Muzeum Górnośląskiego w Bytomiu, Muzeum Polskiego w Chicago, Muzeum Ziemi Krzeszowickiej, oraz w zbiorach prywatnych w kraju i za granicą.
Wystawy indywidualne:
- 1933 – Warszawa, Zachęta TZSP
- 1938 – Warszawa, Zachęta TZSP
- 1948 – Kraków, Pałac Sztuki TPSP
- 1956 – Kraków, Pałac Sztuki TPSP
- 1956 – Katowice, Pałac Młodzieży
- 1956 – Zabrze, Muzeum Górnicze
- 1957 – Zakopane, BWA
- 1962 – Kraków, Pałac Sztuki TPSP
- 1962 – Zakopane BWA
- 1964 – Paryż, Akademia R. Duncana
- 1965 – Krzeszowice, Sala Klubowa
- 1967 – Kraków, Kawiarnia „Feniks”
- 1972 – Rzeszów, Dom Sztuki
- 1973 – Kraków, Pałac Sztuki TPSP
- 1977 – Sandomierz, BWA
- 1977 – Kraków, Dom Kultury „Pod Baranami”
- 1982 – Toruń, Muzeum Okręgowe
- 1986 – Kraków, Galeria „Propozycje” PAX
- 1986 – Kraków, Galeria „Inny Świat”
- 1987 – Krzeszowice, Muzeum Ziemi Krzeszowickiej w Krzeszowicach
- 1989 – Warszawa, Zachęta TZSP
- 1990 – Chicago, Muzeum Polskie w Ameryce
- 1993 – Chicago, A Discovering Eye
- 1993 – Krzeszowice, Muzeum Ziemi Krzeszowickiej
- 1994 – Miechów, BWA
- 1994 – Kielce, BWA
- 1994 – Busko Zdrój, BWA
- 1994 – Trzebinia, Galeria Domu Kultury
- 1994 – Krzeszowice, Galeria Ośrodka Kultury
- 1998 – Galeria Krzeszowickiego Ośrodka Kultury
- 1999 – Kraków, Pałac Sztuki TPSP /pośmiertna/
- 2001 – Kraków, Kocioł Artystyczny

Filmy:
- „W kręgu Stanisława Szukalskiego” – reżyseria Grzegorz Dubowski i Barbara Folta, WFO – Łódź, dla TVP, 27’55”, 1986
- „Szczepowy” – reżyseria Ignacy Szczepański, WFO – Łódź, 15’45”, 1986
- „Marian Konarski – miłować i walczyć” – reżyseria Aleksandra Dendor, TVP Katowice
- „Rogate Serce” – scenariusz Jerzy Madeyski, realizacja Irena Wollen, TVP Kraków

W latach 90. XX w. korespondował m.in. ze Stanisławem Witowskim-Iskrzyniakiem.
Stosował różne techniki: farby olejne, grafika ołówkiem, gwasz. Ilustracją jego poglądów artystycznych jest Autoportret w rozbitym lustrze. W wielu obrazach: Pięść, Polska, Nogi na szynach widz musi się zastanowić, co one przedstawiają. Po wojnie jego malarstwo znalazło się w nurcie malarstwa nowoczesnego, jednak w jego obrazach widać i talent, i profesjonalizm w przedstawieniu postaci ludzkich. Artysta wykonywał też polichromie w kościołach. Pośmiertny katalog jego dzieł zawiera 172 pozycje:

### Rysunki
- portret Matki Artysty,
- portret Ludwika Lachowicza.

### Gwasz
- Jacek, Leszek – synowie artysty,
- Włosy

### Malarstwo sztalugowe
Przykłady obrazów realistycznych:
- autoportret z 1924 r.
- portret żony Józefy
- portret żony Jadwigi
- Młody malarz – syn Jacek
- Maluję obraz

Przykłady obrazów symbolicznych:
- Dysonans
- Wilczyński
- Miłek
- Jesień

Obrazy impresjonistyczne:
- Krople na szybie
- Impresjonizm i realizm

Akty:
- Kariatyda
- Wieczna kobiecość
- Czytająca list, Akt
- Dama pik
- Na równoważni
- Srebrny akt.
- podobnie jak Goya namalował Nefretete mniej i bardziej ubraną.

### Inne
- Ostatnia praca artysty: Autoportret z ławeczką, raczej nowoczesny, z przejaskrawionym kolorem czerwonym.
- Obraz „Odejście” wygląda na postać artysty wybierającego się do nieba.
- Herb Krzeszowic z ok. 1960.
- Pamiątkowy głaz z inskrypcją w Nawojowej Górze (1989)